# 大桥镇 (乳源县)
大桥镇，是中华人民共和国广东省韶关市乳源瑶族自治县下辖的一个乡镇级行政单位。

## 行政区划
大桥镇下辖以下地区：
大桥街社区、大桥村、红星村、石角塘村、武丰村、塘华村、大岗村、均容村、岩口村、新谷村、大坪村、青溪洞村、红云村、和平村、岐石村、红光村、中冲村、核桃山村、塘峰岩村、三元村、柯树下村和深源村。